# All-Ireland Senior Football Championship 2007
L'All-Ireland Senior Football Championship 2007 fu la 121ª edizione del principale torneo di calcio gaelico tra le contee irlandesi (esclusa Kilkenny) più rappresentative di Londra e New York. Si tenne tra il 13 maggio 2010 e il 16 settembre 2010, giorno della finale. Il primo sorteggio si tenne il 4 novembre 2006. Kerry vinse il 35º titolo della sua storia, il secondo consecutivo. Fu quindi la prima squadra a difendere con successo la Sam Maguire Cup dalla doppietta di Cork (anni 1989 e 1990). Proprio Cork fu la finalista perdente, nella prima finale in cui si scontravano due franchige del Munster. Non era invece la prima volta che all'ultimo atto giungevano due squadre della stessa provincia, essendo questo capitato nel 2003 con la partita Tyrone-Armagh, due contee dell'Ulster.

## Struttura
- Vengono disputati i quattro tornei provinciali (Londra e New York competono nel Connacht Senior Football Championship) I quattro campioni provinciali avanzano direttamente ai quarti di finale All-Ireland.
- Primo turno: vi partecipano tutte le squadre eliminate prima della finale provinciale, a eccezione di quelle che hanno militato nelle serie più basse della National Football League del 2008. Furono così eliminate Antrim, Carlow, Clare, Kilkenny, Leitrim, London, Sligo, Waterford e Wicklow. Il sorteggio per il turno 1 si tenne il 24 giugno 2008 e la prima squadra sorteggiata (tra le due sfidanti) godeva del vantaggio del fattore campo.[1][2]
- Secondo turno:le otto squadre provenienti dal turno 1 si sfidano per ridurre il numero a 4. Il sorteggio si tenne l'8 luglio 2008 e anche in questo caso la prima sorteggiata giocava la sfida in casa.[3]
- Terzo turno. Le vincenti del secondo turno sfidano le finaliste perdenti dei tornei provinciali. Il sorteggio si tenne il 14 luglio 2008 e le partite vennero disputate in campo neutro. Le vincenti sono ammesse ai quarti di finale All Ireland
- Quarti di finale. Le vincitrici dei titoli provinciali sono teste di serie e non si possono incontrare in questo turno, quindi sfidano le squadre uscite dai ripescaggi. A questo punto si procede nel modo classico: semifinale e finale.[4]

## Risultati

### Munster Senior Football Championship
|  | Quarti di finale | Quarti di finale | Quarti di finale |       |       | Semifinale | Semifinale | Semifinale |  |  | Finale | Finale | Finale |  |
|  |                  |                  |                  |       |       |            |            |            |  |  |        |        |        |  |
|  |                  |                  |                  |       |       | Waterford  | Waterford  | 0-04       |  |  |        |        |        |  |
|  |                  |                  |                  |       |       | Waterford  | Waterford  | 0-04       |  |  |        |        |        |  |
|  |                  |                  | Kerry            | Kerry | 2-15  |            |            |            |  |  |        |        |        |  |
|  | Waterford        | Waterford        | Kerry            | Kerry | 2-15  | 1-06       |            |            |  |  |        |        |        |  |
|  | Waterford        | Waterford        |                  |       |       |            |            |            |  |  |        |        |        |  |
|  | Clare            | Clare            | 0-07             |       |       |            |            |            |  |  |        |        |        |  |
|  | Clare            | Clare            | 0-07             |       | Kerry | Kerry      | 1-15       |            |  |  |        |        |        |  |
|  |                  |                  |                  |       |       |            |            |            |  |  |        |        |        |  |
|  |                  |                  | Cork             | Cork  | 1-13  |            |            |            |  |  |        |        |        |  |
|  |                  |                  |                  | Cork  | 1-13  |            |            |            |  |  |        |        |        |  |
|  |                  |                  |                  |       |       |            |            |            |  |  |        |        |        |  |
|  |                  |                  |                  |       |       |            |            |            |  |  |        |        |        |  |
|  |                  | Tipperary        | Tipperary        | 0-10  |       |            |            |            |  |  |        |        |        |  |
|  |                  |                  |                  | 0-10  |       |            |            |            |  |  |        |        |        |  |
|  |                  |                  | Cork             | Cork  | 2-18  |            |            |            |  |  |        |        |        |  |
|  | Cork             | Cork             | Cork             | Cork  | 2-18  | 2-14       |            |            |  |  |        |        |        |  |
|  | Cork             | Cork             |                  |       |       |            |            |            |  |  |        |        |        |  |
|  | Limerick         | Limerick         | 0-07             |       |       |            |            |            |  |  |        |        |        |  |

| 20 maggio 2007 | Waterford | 1-06 – 0-07 referto                                                  | Clare | Dungarvan |
| \| \| \| \| \| G Power (1-01), B Wall (0-03), A Hubbord, L Ó Lionáin (0-01 each) \| Marcatori \| D Russell (0-02), E Talty, S Hickey, R Donnelly, L Healy (0-01 each) \| |           |                                                                      |       |           |
| |           |                                                                      |       |           |
| G Power (1-01), B Wall (0-03), A Hubbord, L Ó Lionáin (0-01 each) | Marcatori | D Russell (0-02), E Talty, S Hickey, R Donnelly, L Healy (0-01 each) |       |           |

| 20 maggio 2007 | Cork      | 2-14 – 0-07 referto                              | Limerick | Cork |
| \| \| \| \| \| J. Masters 1-7 (4f); N. O'Leary 1-0; K. O'Sullivan 0-3 (1f); G. Spillane, F. Gould, N. Murphy, P. O'Neill 0-1 each. \| Marcatori \| M. Reidy 0-4 (4f); J. Cooke 0-2; P. Ranahan 0-1. \| |           |                                                  |          |      |
| |           |                                                  |          |      |
| J. Masters 1-7 (4f); N. O'Leary 1-0; K. O'Sullivan 0-3 (1f); G. Spillane, F. Gould, N. Murphy, P. O'Neill 0-1 each.                                                                                    | Marcatori | M. Reidy 0-4 (4f); J. Cooke 0-2; P. Ranahan 0-1. |          |      |

| Dungarvan 3 giugno 2007 | Waterford | 0-04 – 2-15 referto | Kerry | Fraher Field |
| \| \| \| \| \| M Ahearne 0-2, B Wall, Hubbard (0-1 each) \| Marcatori \| E Brosnan (2-2), C Cooper (0-5, 0-2f), P Galvin, P O'Connor (0-2 each), M O'Se, T O'Se, S O'Sullivan, M F Russell (0-1 each) \| |           | |       |              |
| |           | |       |              |
| M Ahearne 0-2, B Wall, Hubbard (0-1 each) | Marcatori | E Brosnan (2-2), C Cooper (0-5, 0-2f), P Galvin, P O'Connor (0-2 each), M O'Se, T O'Se, S O'Sullivan, M F Russell (0-1 each) |       |              |

| Limerick 3 giugno 2007 | Cork      | 2-18 – 0-10 referto                                                   | Tipperary | Gaelic Grounds |
| \| \| \| \| \| J Masters 2-07 (4f, 1x'45'), D O'Connor 0-3 (1f, 1x'45'), D Kavanagh, P O'Neill (0-2 each), M Shields, C McCarthy, K MacMahon, F Gould (0-1 each) \| Marcatori \| D Browne (0-5, 2f), D O'Brien, B Grogan (0-2 each), C Morrissey (0-1) \| |           |                                                                       |           |                |
| |           |                                                                       |           |                |
| J Masters 2-07 (4f, 1x'45'), D O'Connor 0-3 (1f, 1x'45'), D Kavanagh, P O'Neill (0-2 each), M Shields, C McCarthy, K MacMahon, F Gould (0-1 each) | Marcatori | D Browne (0-5, 2f), D O'Brien, B Grogan (0-2 each), C Morrissey (0-1) |           |                |

| Killarney 1º luglio 2007 | Kerry     | 1-15 – 1-13 referto                                                                                             | Cork | Fitzgerald Stadium |
| \| \| \| \| \| MF Russell (0-6, 5f), C Cooper (1-2), D O'Sullivan (0-3), K Donaghy (0-2), E Brosnan, S O'Sullivan (0-1 each) \| Marcatori \| D O'Connor (1-4, 4f), J Masters (0-4, 2f, 1xsline), M Cussen (0-2), N Murphy, P O'Neill, K MacMahon (0-1 each). \| |           | |      |                    |
| |           | |      |                    |
| MF Russell (0-6, 5f), C Cooper (1-2), D O'Sullivan (0-3), K Donaghy (0-2), E Brosnan, S O'Sullivan (0-1 each) | Marcatori | D O'Connor (1-4, 4f), J Masters (0-4, 2f, 1xsline), M Cussen (0-2), N Murphy, P O'Neill, K MacMahon (0-1 each). |      |                    |

Top scorer: J Masters (Cork) 3-18

### Leinster Senior Football Championship
|  | Ottavi di finale | Ottavi di finale | Ottavi di finale |         |          | Quarti di finale | Quarti di finale | Quarti di finale |  |  | Semifinali | Semifinali | Semifinali |  |  | Finale | Finale | Finale |  |
|  |                  |                  |                  |         |          |                  |                  |                  |  |  |            |            |            |  |  |        |        |        |  |
|  | Louth            | Louth            | 2-18             |         |          |                  |                  |                  |  |  |            |            |            |  |  |        |        |        |  |
|  | Louth            | Louth            | 2-18             |         |          |                  |                  |                  |  |  |            |            |            |  |  |        |        |        |  |
|  | Wicklow          | Wicklow          | 0-11             |         |          |                  |                  |                  |  |  |            |            |            |  |  |        |        |        |  |
|  | Wicklow          | Wicklow          | 0-11             |         | Louth    | Louth            | 2-08             |                  |  |  |            |            |            |  |  |        |        |        |  |
|  |                  |                  |                  |         | Louth    | Louth            | 2-08             |                  |  |  |            |            |            |  |  |        |        |        |  |
|  |                  |                  | Wexford          | Wexford | 0-16     |                  |                  |                  |  |  |            |            |            |  |  |        |        |        |  |
|  | Nessuno          |                  | Wexford          | Wexford | 0-16     |                  |                  |                  |  |  |            |            |            |  |  |        |        |        |  |
|  |                  |                  |                  |         |          |                  |                  |                  |  |  |            |            |            |  |  |        |        |        |  |
|  | Nessuno          |                  |                  |         |          |                  |                  |                  |  |  |            |            |            |  |  |        |        |        |  |
|  |                  | Wexford          | Wexford          | 0-13    |          |                  |                  |                  |  |  |            |            |            |  |  |        |        |        |  |
|  |                  |                  |                  |         |          |                  |                  |                  |  |  |            |            |            |  |  |        |        |        |  |
|  |                  |                  | Laois            | Laois   | 1-13     |                  |                  |                  |  |  |            |            |            |  |  |        |        |        |  |
|  | Westmeath        | Westmeath        | Laois            | Laois   | 1-13     | 1-13             |                  |                  |  |  |            |            |            |  |  |        |        |        |  |
|  | Westmeath        | Westmeath        |                  |         |          |                  |                  |                  |  |  |            |            |            |  |  |        |        |        |  |
|  | Longford         | Longford         | 2-13             |         |          |                  |                  |                  |  |  |            |            |            |  |  |        |        |        |  |
|  | Longford         | Longford         | 2-13             |         | Longford | Longford         | 0-09             |                  |  |  |            |            |            |  |  |        |        |        |  |
|  |                  |                  |                  |         | Longford | Longford         | 0-09             |                  |  |  |            |            |            |  |  |        |        |        |  |
|  |                  |                  | Laois            | Laois   | 0-14     |                  |                  |                  |  |  |            |            |            |  |  |        |        |        |  |
|  | Nessuno          |                  | Laois            | Laois   | 0-14     |                  |                  |                  |  |  |            |            |            |  |  |        |        |        |  |
|  |                  |                  |                  |         |          |                  |                  |                  |  |  |            |            |            |  |  |        |        |        |  |
|  | Nessuno          |                  |                  |         |          |                  |                  |                  |  |  |            |            |            |  |  |        |        |        |  |
|  |                  | Laois            | Laois            | 1-14    |          |                  |                  |                  |  |  |            |            |            |  |  |        |        |        |  |
|  |                  |                  |                  |         |          |                  |                  |                  |  |  |            |            |            |  |  |        |        |        |  |
|  |                  |                  | Dublino          | Dublino | 3-14     |                  |                  |                  |  |  |            |            |            |  |  |        |        |        |  |
|  | Meath            | Meath            | Dublino          | Dublino | 3-14     | 2-11             |                  |                  |  |  |            |            |            |  |  |        |        |        |  |
|  | Meath            | Meath            |                  |         |          |                  |                  |                  |  |  |            |            |            |  |  |        |        |        |  |
|  | Kildare          | Kildare          | 1-08             |         |          |                  |                  |                  |  |  |            |            |            |  |  |        |        |        |  |
|  | Kildare          | Kildare          | 1-08             |         | Meath    | Meath            | 0-12             |                  |  |  |            |            |            |  |  |        |        |        |  |
|  |                  |                  |                  |         | Meath    | Meath            | 0-12             |                  |  |  |            |            |            |  |  |        |        |        |  |
|  |                  |                  | Dublino          | Dublino | 0-16     |                  |                  |                  |  |  |            |            |            |  |  |        |        |        |  |
|  | Nessuno          |                  | Dublino          | Dublino | 0-16     |                  |                  |                  |  |  |            |            |            |  |  |        |        |        |  |
|  |                  |                  |                  |         |          |                  |                  |                  |  |  |            |            |            |  |  |        |        |        |  |
|  | Nessuno          |                  |                  |         |          |                  |                  |                  |  |  |            |            |            |  |  |        |        |        |  |
|  |                  | Dublino          | Dublino          | 1-12    |          |                  |                  |                  |  |  |            |            |            |  |  |        |        |        |  |
|  |                  |                  |                  |         |          |                  |                  |                  |  |  |            |            |            |  |  |        |        |        |  |
|  |                  |                  | Offaly           | Offaly  | 0-10     |                  |                  |                  |  |  |            |            |            |  |  |        |        |        |  |
|  | Nessuno          |                  | Offaly           | Offaly  | 0-10     |                  |                  |                  |  |  |            |            |            |  |  |        |        |        |  |
|  |                  |                  |                  |         |          |                  |                  |                  |  |  |            |            |            |  |  |        |        |        |  |
|  | Nessuno          |                  |                  |         |          |                  |                  |                  |  |  |            |            |            |  |  |        |        |        |  |
|  |                  | Carlow           | Carlow           | 3-07    |          |                  |                  |                  |  |  |            |            |            |  |  |        |        |        |  |
|  |                  |                  |                  | 3-07    |          |                  |                  |                  |  |  |            |            |            |  |  |        |        |        |  |
|  |                  |                  | Offaly           | Offaly  | 2-19     |                  |                  |                  |  |  |            |            |            |  |  |        |        |        |  |
|  | Nessuno          |                  | Offaly           | Offaly  | 2-19     |                  |                  |                  |  |  |            |            |            |  |  |        |        |        |  |
|  |                  |                  |                  |         |          |                  |                  |                  |  |  |            |            |            |  |  |        |        |        |  |
|  | Nessuno          |                  |                  |         |          |                  |                  |                  |  |  |            |            |            |  |  |        |        |        |  |

| Longford 13 maggio 2007 | Longford  | 2-13 – 1-13 referto                                                                                 | Westmeath | Pearse Park |
| \| \| \| \| \| B Kavanagh (2-06, 4f), P Barden (0-02, 1f), B McElvaney, L Keenan, T Smullen, D Hanniffy, P Davis (0-01 each) \| Marcatori \| D Dolan (0-05, 2f), M Flanagan (1-01), D Glennon (0-04), F Wilson (1f), D O Shaughnessy (0-01 each) \| |           | |           |             |
| |           | |           |             |
| B Kavanagh (2-06, 4f), P Barden (0-02, 1f), B McElvaney, L Keenan, T Smullen, D Hanniffy, P Davis (0-01 each) | Marcatori | D Dolan (0-05, 2f), M Flanagan (1-01), D Glennon (0-04), F Wilson (1f), D O Shaughnessy (0-01 each) |           |             |

| Dublino 20 maggio 2007 | Louth     | 1-11 – 0-14 referto                                                    | Wicklow | Croke Park |
| \| \| \| \| \| D Clarke (0-5, 3f), R Carroll (1-0), A Hoey (0-3, 2f), P Keenan (0-2), M Stanfield (0-1) \| Marcatori \| T Gill (0-5, 3f), L Glynn (0-3), T Hannon (0-3, 1 '45'), P Earls (0-2) \| |           |                                                                        |         |            |
| |           |                                                                        |         |            |
| D Clarke (0-5, 3f), R Carroll (1-0), A Hoey (0-3, 2f), P Keenan (0-2), M Stanfield (0-1) | Marcatori | T Gill (0-5, 3f), L Glynn (0-3), T Hannon (0-3, 1 '45'), P Earls (0-2) |         |            |

| Dublino 27 maggio 2007 | Louth     | 1-09 – 0-12 referto                                                                                       | Wicklow | Parnell Park |
| \| \| \| \| \| N McDonnell 1-0, A Hoey 0-2 (2f), P Keenan, R Carroll, M Stanfield, S Lennon, M Farrelly, D Reid, JP Rooney(f) 0-1 each \| Marcatori \| T Hannon 0-5 (3f), J Stafford 0-2, L Glynn, T Walsh, J Slattery, JP Dalton, D Odlum 0-1 each. T Gill S.O. \| |           | |         |              |
| |           | |         |              |
| N McDonnell 1-0, A Hoey 0-2 (2f), P Keenan, R Carroll, M Stanfield, S Lennon, M Farrelly, D Reid, JP Rooney(f) 0-1 each | Marcatori | T Hannon 0-5 (3f), J Stafford 0-2, L Glynn, T Walsh, J Slattery, JP Dalton, D Odlum 0-1 each. T Gill S.O. |         |              |

| Dublino 3 giugno 2007 | Louth     | 2-18 – 0-11 referto                                                                                  | Wicklow | Croke Park |
| \| \| \| \| \| M Stanfield (1-3), JP Rooney (1-2. 1f), A Hoey (0-4, 1f), P Keenan (0-3), S Lennon (0-2), N McDonnell, C Grimes (0-1 each) \| Marcatori \| T Hannon (0-3f), P Earls (0-2), P Dalton, T Walsh, L Glynn, J Slattery, T Gill, J McGrath (0-1 each) \| |           | |         |            |
| |           | |         |            |
| M Stanfield (1-3), JP Rooney (1-2. 1f), A Hoey (0-4, 1f), P Keenan (0-3), S Lennon (0-2), N McDonnell, C Grimes (0-1 each) | Marcatori | T Hannon (0-3f), P Earls (0-2), P Dalton, T Walsh, L Glynn, J Slattery, T Gill, J McGrath (0-1 each) |         |            |

| Dublino 20 maggio 2007 | Meath     | 2-11 – 1-08                                                                  | Kildare | Croke Park |
| \| \| \| \| \| J Sheridan (1-2), S Bray (0-4), D Fay (1-0), P Byrne (0-3), K Reilly, P Curren (0-1 each). B Farrel SO \| Marcatori \| E Bolton (1-1), J Doyle (0-4, 1f), K O'Neill, A Rainbow, T Fennin (0-1 each) \| |           |                                                                              |         |            |
| |           |                                                                              |         |            |
| J Sheridan (1-2), S Bray (0-4), D Fay (1-0), P Byrne (0-3), K Reilly, P Curren (0-1 each). B Farrel SO | Marcatori | E Bolton (1-1), J Doyle (0-4, 1f), K O'Neill, A Rainbow, T Fennin (0-1 each) |         |            |

| Tullamore 2 giugno 2007 | Longford  | 0-09 – 0-14 referto | Laois | O'Connor Park |
| \| \| \| \| \| B Kavanagh 0-05 (5f), P Barden, P Dowd, D Barden, K Mulligan 0-01 each \| Marcatori \| M Tierney 0-04 (2f), P Clancy, B McDonald (2f) (0-02 each), P McMahon, B McCormack, N Garvan, R Munnelly, C Conway, P Lawlor (0-01 each) \| |           | |       |               |
| |           | |       |               |
| B Kavanagh 0-05 (5f), P Barden, P Dowd, D Barden, K Mulligan 0-01 each | Marcatori | M Tierney 0-04 (2f), P Clancy, B McDonald (2f) (0-02 each), P McMahon, B McCormack, N Garvan, R Munnelly, C Conway, P Lawlor (0-01 each) |       |               |

| Dublino 3 giugno 2007 | Meath     | 0-14 – 1-11 referto                                                       | Dublin | Croke Park |
| \| \| \| \| \| C Ward (0-5), S Bray, J Sheridan (0-3 each), C King, P Curran, G Geraghty (0-1 each) \| Marcatori \| C Keaney (0-5), A Brogan (1-1), T Quinn (0-3), C Moran, S Ryan (0-1 each) \| |           |                                                                           |        |            |
| |           |                                                                           |        |            |
| C Ward (0-5), S Bray, J Sheridan (0-3 each), C King, P Curran, G Geraghty (0-1 each) | Marcatori | C Keaney (0-5), A Brogan (1-1), T Quinn (0-3), C Moran, S Ryan (0-1 each) |        |            |

| 10 giugno 2007 | Carlow    | 3-07 – 2-19 referto | Offaly | Portlaoise |
| \| \| \| \| \| J Hickey, D Hayden (1-00 each), B Kelly (0-02 1f), M Carpenter, P Reid, D Byrne, JJ Smith, N Conway (0-01 each) A McNamee scored own goal \| Marcatori \| PJ Ward (0-08 2f), N McNamee (0-06 3f), K Slattery, N Coughlan (1-01 each), A McNamee, P Kellaghan, C McManus, (0-01 each) \| |           | |        |            |
| |           | |        |            |
| J Hickey, D Hayden (1-00 each), B Kelly (0-02 1f), M Carpenter, P Reid, D Byrne, JJ Smith, N Conway (0-01 each) A McNamee scored own goal | Marcatori | PJ Ward (0-08 2f), N McNamee (0-06 3f), K Slattery, N Coughlan (1-01 each), A McNamee, P Kellaghan, C McManus, (0-01 each) |        |            |

| Dublino 17 giugno 2007 | Meath     | 0-12 – 0-16 referto                                                                                         | Dublin | Croke Park |
| \| \| \| \| \| S Bray 0-4, B Farrell (0-1f) 0-3, G Geraghty 0-2, C Ward (f), A Moyles, N Crawford 0-1 each. \| Marcatori \| M Vaughan 0-8 (0-4f, 1x sline, 1x'45'), C Keaney 0-4 (0-3f), C Moran, C Whelan, D Henry, A Brogan 0-1 each. \| |           | |        |            |
| |           | |        |            |
| S Bray 0-4, B Farrell (0-1f) 0-3, G Geraghty 0-2, C Ward (f), A Moyles, N Crawford 0-1 each. | Marcatori | M Vaughan 0-8 (0-4f, 1x sline, 1x'45'), C Keaney 0-4 (0-3f), C Moran, C Whelan, D Henry, A Brogan 0-1 each. |        |            |

| Dublino 17 giugno 2007 | Louth     | 2-08 – 0-16 referto                                                                              | Wexford | Croke Park |
| \| \| \| \| \| JP Rooney 1-1 (1f), J O'Brien 1-0, D Clarke 0-3 (2f), P Keenan 0-2, M Stanfield, S Lennon (0-1 each) \| Marcatori \| M Forde 0-07 (3fs, 1x45), A Flynn 0-3, E Bradley, C Lyng (0-2 each), C Deely, R Barry (0-1 each) \| |           |                                                                                                  |         |            |
| |           |                                                                                                  |         |            |
| JP Rooney 1-1 (1f), J O'Brien 1-0, D Clarke 0-3 (2f), P Keenan 0-2, M Stanfield, S Lennon (0-1 each) | Marcatori | M Forde 0-07 (3fs, 1x45), A Flynn 0-3, E Bradley, C Lyng (0-2 each), C Deely, R Barry (0-1 each) |         |            |

| Dublino 24 giugno 2007 | Dublin    | 1-12 – 0-10 referto                                         | Offaly | Croke Park |
| \| \| \| \| \| C. Keaney (1f), M. Vaughan (1f, 1x'45') (0-03 each), A. Brogan (0-02), T. Quinn, C. Whelan, J. Sherlock, C. Moran (0-01 each) M Quinn scored own goal \| Marcatori \| N McNamee 0-7 (0-4f), P McConway, N Smith, S Ryan 0-1 each. \| |           |                                                             |        |            |
| |           |                                                             |        |            |
| C. Keaney (1f), M. Vaughan (1f, 1x'45') (0-03 each), A. Brogan (0-02), T. Quinn, C. Whelan, J. Sherlock, C. Moran (0-01 each) M Quinn scored own goal                                                                                               | Marcatori | N McNamee 0-7 (0-4f), P McConway, N Smith, S Ryan 0-1 each. |        |            |

| 1º luglio 2007 | Wexford   | 0-13 – 1-13 referto                                                                                          | Laois | Croke Park |
| \| \| \| \| \| C Lyng (0-7, 3f), M Forde (0-4, 3f), A Morrissey, R Barry (0-1 each) \| Marcatori \| MJ Tierney (0-7, 5f), P Lawlor (1-0), C Parkinson (0-2), P Clancy, B Quigley, C Conway, P O'Leary (0-1 each) \| |           | |       |            |
| |           | |       |            |
| C Lyng (0-7, 3f), M Forde (0-4, 3f), A Morrissey, R Barry (0-1 each) | Marcatori | MJ Tierney (0-7, 5f), P Lawlor (1-0), C Parkinson (0-2), P Clancy, B Quigley, C Conway, P O'Leary (0-1 each) |       |            |

| 15 luglio 2007 | Dublin    | 3-14 – 1-14 referto                                                                                            | Laois | Croke Park |
| \| \| \| \| \| M. Vaughan (1-6, 5f), A. Brogan (1-01), Bernard Brogan (junior) (1-01), C. Whelan (0-02), C. Keaney (0-02, 1f), T. Quinn, G. Brennan (0-01 each) \| Marcatori \| MJ Tierney (0-7, 6f, 1 x45), R Munnelly (1-1), C Parkinson (0-3), P McCormack, P O'Leary, B Sheehan (0-1 each) \| |           | |       |            |
| |           | |       |            |
| M. Vaughan (1-6, 5f), A. Brogan (1-01), Bernard Brogan (junior) (1-01), C. Whelan (0-02), C. Keaney (0-02, 1f), T. Quinn, G. Brennan (0-01 each) | Marcatori | MJ Tierney (0-7, 6f, 1 x45), R Munnelly (1-1), C Parkinson (0-3), P McCormack, P O'Leary, B Sheehan (0-1 each) |       |            |

Top scorer: M Vaughan (Dublin) 1-17

### Ulster Senior Football Championship
|  | Ottavi di finale | Ottavi di finale | Ottavi di finale |          |      | Quarti di finale | Quarti di finale | Quarti di finale |  |  | Semifinali | Semifinali | Semifinali |  |  | Finale | Finale | Finale |  |
|  |                  |                  |                  |          |      |                  |                  |                  |  |  |            |            |            |  |  |        |        |        |  |
|  | Nessuno          |                  |                  |          |      |                  |                  |                  |  |  |            |            |            |  |  |        |        |        |  |
|  |                  |                  |                  |          |      |                  |                  |                  |  |  |            |            |            |  |  |        |        |        |  |
|  | Nessuno          |                  |                  |          |      |                  |                  |                  |  |  |            |            |            |  |  |        |        |        |  |
|  |                  | Armagh           | Armagh           | 0-08     |      |                  |                  |                  |  |  |            |            |            |  |  |        |        |        |  |
|  |                  |                  |                  | 0-08     |      |                  |                  |                  |  |  |            |            |            |  |  |        |        |        |  |
|  |                  |                  | Donegal          | Donegal  | 1-09 |                  |                  |                  |  |  |            |            |            |  |  |        |        |        |  |
|  | Nessuno          |                  | Donegal          | Donegal  | 1-09 |                  |                  |                  |  |  |            |            |            |  |  |        |        |        |  |
|  |                  |                  |                  |          |      |                  |                  |                  |  |  |            |            |            |  |  |        |        |        |  |
|  | Nessuno          |                  |                  |          |      |                  |                  |                  |  |  |            |            |            |  |  |        |        |        |  |
|  |                  | Donegal          | Donegal          | 1-07     |      |                  |                  |                  |  |  |            |            |            |  |  |        |        |        |  |
|  |                  |                  |                  |          |      |                  |                  |                  |  |  |            |            |            |  |  |        |        |        |  |
|  |                  |                  | Tyrone           | Tyrone   | 2-15 |                  |                  |                  |  |  |            |            |            |  |  |        |        |        |  |
|  | Nessuno          |                  | Tyrone           | Tyrone   | 2-15 |                  |                  |                  |  |  |            |            |            |  |  |        |        |        |  |
|  |                  |                  |                  |          |      |                  |                  |                  |  |  |            |            |            |  |  |        |        |        |  |
|  | Nessuno          |                  |                  |          |      |                  |                  |                  |  |  |            |            |            |  |  |        |        |        |  |
|  |                  | Fermanagh        | Fermanagh        | 1-09     |      |                  |                  |                  |  |  |            |            |            |  |  |        |        |        |  |
|  |                  |                  |                  | 1-09     |      |                  |                  |                  |  |  |            |            |            |  |  |        |        |        |  |
|  |                  |                  | Tyrone           | Tyrone   | 1-13 |                  |                  |                  |  |  |            |            |            |  |  |        |        |        |  |
|  | Nessuno          |                  | Tyrone           | Tyrone   | 1-13 |                  |                  |                  |  |  |            |            |            |  |  |        |        |        |  |
|  |                  |                  |                  |          |      |                  |                  |                  |  |  |            |            |            |  |  |        |        |        |  |
|  | Nessuno          |                  |                  |          |      |                  |                  |                  |  |  |            |            |            |  |  |        |        |        |  |
|  |                  | Tyrone           | Tyrone           | 1-15     |      |                  |                  |                  |  |  |            |            |            |  |  |        |        |        |  |
|  |                  |                  |                  |          |      |                  |                  |                  |  |  |            |            |            |  |  |        |        |        |  |
|  |                  |                  | Monaghan         | Monaghan | 1-13 |                  |                  |                  |  |  |            |            |            |  |  |        |        |        |  |
|  | Cavan            | Cavan            | Monaghan         | Monaghan | 1-13 | 0-11             |                  |                  |  |  |            |            |            |  |  |        |        |        |  |
|  | Cavan            | Cavan            |                  |          |      |                  |                  |                  |  |  |            |            |            |  |  |        |        |        |  |
|  | Down             | Down             | 0-15             |          |      |                  |                  |                  |  |  |            |            |            |  |  |        |        |        |  |
|  | Down             | Down             | 0-15             |          | Down | Down             | 1-15             |                  |  |  |            |            |            |  |  |        |        |        |  |
|  |                  |                  |                  |          | Down | Down             | 1-15             |                  |  |  |            |            |            |  |  |        |        |        |  |
|  |                  |                  | Monaghan         | Monaghan | 2-15 |                  |                  |                  |  |  |            |            |            |  |  |        |        |        |  |
|  | Nessuno          |                  | Monaghan         | Monaghan | 2-15 |                  |                  |                  |  |  |            |            |            |  |  |        |        |        |  |
|  |                  |                  |                  |          |      |                  |                  |                  |  |  |            |            |            |  |  |        |        |        |  |
|  | Nessuno          |                  |                  |          |      |                  |                  |                  |  |  |            |            |            |  |  |        |        |        |  |
|  |                  | Monaghan         | Monaghan         | 0-14     |      |                  |                  |                  |  |  |            |            |            |  |  |        |        |        |  |
|  |                  |                  |                  |          |      |                  |                  |                  |  |  |            |            |            |  |  |        |        |        |  |
|  |                  |                  | Derry            | Derry    | 1-09 |                  |                  |                  |  |  |            |            |            |  |  |        |        |        |  |
|  | Nessuno          |                  | Derry            | Derry    | 1-09 |                  |                  |                  |  |  |            |            |            |  |  |        |        |        |  |
|  |                  |                  |                  |          |      |                  |                  |                  |  |  |            |            |            |  |  |        |        |        |  |
|  | Nessuno          |                  |                  |          |      |                  |                  |                  |  |  |            |            |            |  |  |        |        |        |  |
|  |                  | Antrim           | Antrim           | 0-10     |      |                  |                  |                  |  |  |            |            |            |  |  |        |        |        |  |
|  |                  |                  |                  | 0-10     |      |                  |                  |                  |  |  |            |            |            |  |  |        |        |        |  |
|  |                  |                  | Derry            | Derry    | 1-13 |                  |                  |                  |  |  |            |            |            |  |  |        |        |        |  |
|  | Nessuno          |                  | Derry            | Derry    | 1-13 |                  |                  |                  |  |  |            |            |            |  |  |        |        |        |  |
|  |                  |                  |                  |          |      |                  |                  |                  |  |  |            |            |            |  |  |        |        |        |  |
|  | Nessuno          |                  |                  |          |      |                  |                  |                  |  |  |            |            |            |  |  |        |        |        |  |

| Cavan 13 maggio 2007 | Cavan     | 2-11 – 3-08 referto | Down | Breffni Park |
| \| \| \| \| \| Larry Reilly 1-2, J Crowe 1-0, G Pierson 0-3 (1f)Dermot McCabe and Jason O'Reilly 0-2 (2f) each, Seanie Johnston and S Brady 0-1 each \| Marcatori \| Ronan Sexton 2-0, Brendan Coulter 1-1, Ronan Murtagh and Martin Cole 0-2 each, Dan Gordan, James McGovern and Paul McComiskey 0-1 each \| |           | |      |              |
| |           | |      |              |
| Larry Reilly 1-2, J Crowe 1-0, G Pierson 0-3 (1f)Dermot McCabe and Jason O'Reilly 0-2 (2f) each, Seanie Johnston and S Brady 0-1 each | Marcatori | Ronan Sexton 2-0, Brendan Coulter 1-1, Ronan Murtagh and Martin Cole 0-2 each, Dan Gordan, James McGovern and Paul McComiskey 0-1 each |      |              |

| Newry 20 maggio 2007 | Cavan     | 0-11 – 0-15 referto | Down | Páirc Esler |
| \| \| \| \| \| D McCabe 0-5, S Johnstone 0-3, A Ford, L Reilly, S Brady 0-1 each \| Marcatori \| Danny Hughes 0-3, Paul Murphy, J McGovern, Paul McComiskey 0-2 each, Declan Rooney, Kevin McGuigan, R Murtagh, D Gordan, Stephen Kearney 0-1 each \| |           | |      |             |
| |           | |      |             |
| D McCabe 0-5, S Johnstone 0-3, A Ford, L Reilly, S Brady 0-1 each | Marcatori | Danny Hughes 0-3, Paul Murphy, J McGovern, Paul McComiskey 0-2 each, Declan Rooney, Kevin McGuigan, R Murtagh, D Gordan, Stephen Kearney 0-1 each |      |             |

| Clones 20 maggio 2007 | Fermanagh | 1-09 – 0-13 referto                                                                                     | Tyrone | St. Tiernach's Park |
| \| \| \| \| \| C O'Reilly 0-5 (4f, 1x'45'), M Murphy 1-1, T Brewster 0-2 (2f), M Little 0-1 \| Marcatori \| N Gormley 0-4 (1f), T McGuigan 0-3, G Cavlan 0-2 (2f), K Hughes, S Cavanagh, D Harte, R Mellon 0-1 each \| |           | |        |                     |
| |           | |        |                     |
| C O'Reilly 0-5 (4f, 1x'45'), M Murphy 1-1, T Brewster 0-2 (2f), M Little 0-1 | Marcatori | N Gormley 0-4 (1f), T McGuigan 0-3, G Cavlan 0-2 (2f), K Hughes, S Cavanagh, D Harte, R Mellon 0-1 each |        |                     |

| Donegal 27 maggio 2007 | Donegal   | 1-09 – 1-08 referto                                                                        | Armagh | Ballybofey |
| \| \| \| \| \| C McFadden 0-6 (6f), B Devenney 1-0, P McConagley, C Toye, A Sweeney 0-1 each \| Marcatori \| O McConville 1-2 (2f), S McDonnell 0-2, A Kernan, K McGeeney, S Kernan, D Marsden 0-1 each \| |           |                                                                                            |        |            |
| |           |                                                                                            |        |            |
| C McFadden 0-6 (6f), B Devenney 1-0, P McConagley, C Toye, A Sweeney 0-1 each | Marcatori | O McConville 1-2 (2f), S McDonnell 0-2, A Kernan, K McGeeney, S Kernan, D Marsden 0-1 each |        |            |

| Belfast 10 giugno 2007 | Antrim    | 0-10 – 1-13 [ referto]                                                                               | Derry | Casement Park |
| \| \| \| \| \| CJ McGourty, P Cunningham (4f) (0-04 each), M McCann (1f), K Niblock (0-01 each) \| Marcatori \| C Gilligan (0-05, 3f), M Lynch (1-01), E Muldoon (0-04), J Conway, B McGoldrick, J Diver (0-01 each) \| |           | |       |               |
| |           | |       |               |
| CJ McGourty, P Cunningham (4f) (0-04 each), M McCann (1f), K Niblock (0-01 each) | Marcatori | C Gilligan (0-05, 3f), M Lynch (1-01), E Muldoon (0-04), J Conway, B McGoldrick, J Diver (0-01 each) |       |               |

| Newry 10 giugno 2007 | Down      | 1-15 – 2-15 referto                                                                                             | Monaghan | Páirc Esler |
| \| \| \| \| \| McGovern (3f), A Carr (3f, 1x'45') (0-04 each), P Downey (1-00), P Murphy, M Walsh (0-02 each), D Gordon, P McComiskey, S Kearney (0-01 each) \| Marcatori \| C Hanratty (2-01), P Finlay (1f), T Freeman (3f) (0-05 each), S Gollogly (0-02), S Smith, C McManus (0-01 each) \| |           | |          |             |
| |           | |          |             |
| McGovern (3f), A Carr (3f, 1x'45') (0-04 each), P Downey (1-00), P Murphy, M Walsh (0-02 each), D Gordon, P McComiskey, S Kearney (0-01 each) | Marcatori | C Hanratty (2-01), P Finlay (1f), T Freeman (3f) (0-05 each), S Gollogly (0-02), S Smith, C McManus (0-01 each) |          |             |

| Clones 17 giugno 2007 | Tyrone    | 2-15 – 1-07 referto | Donegal | St. Tiernach's Park |
| \| \| \| \| \| B Dooher 0-05, C McCullagh (1p, 1f), R Mulgrew (1-01 each), O Mulligan 0-03 (2f), S O'Neill 0-02, D Harte, K Hughes, S Cavanagh (0-01 each) \| Marcatori \| K Cassidy (1-0), C Bonner, B Devenny (1f) (0-02 each), R Kavanagh, C McFadden, K McMenamin (0-01 each) C McFadden, K McMenamin SO \| |           | |         |                     |
| |           | |         |                     |
| B Dooher 0-05, C McCullagh (1p, 1f), R Mulgrew (1-01 each), O Mulligan 0-03 (2f), S O'Neill 0-02, D Harte, K Hughes, S Cavanagh (0-01 each) | Marcatori | K Cassidy (1-0), C Bonner, B Devenny (1f) (0-02 each), R Kavanagh, C McFadden, K McMenamin (0-01 each) C McFadden, K McMenamin SO |         |                     |

| Belfast 24 giugno 2007 | Monaghan  | 0-14 – 1-09 referto                                                                 | Derry | Casement Park |
| \| \| \| \| \| T Freeman (0-7), S Gollogly (0-4), R Woods (0-3). \| Marcatori \| Paddy Bradley (1-2), C Gilligan (0-3), J Conway (0-2), J Diver, M Lynch (0-1 each). \| |           |                                                                                     |       |               |
| |           |                                                                                     |       |               |
| T Freeman (0-7), S Gollogly (0-4), R Woods (0-3). | Marcatori | Paddy Bradley (1-2), C Gilligan (0-3), J Conway (0-2), J Diver, M Lynch (0-1 each). |       |               |

| Clones 15 luglio 2007 | Monaghan  | 1-13 – 1-15 referto                                                                                                 | Tyrone | St. Tiernach's Park |
| \| \| \| \| \| T Freeman (1-3 1f), P Finlay (0-5 4f), V Corey, D Clerkin, S Gollogly, C Hanratty, R Woods (0-1 each) \| Marcatori \| C McCullagh (0-5 4f), S Cavanagh (0-4), E Mulligan (0-3 3f), P Jordan (1-0), D Carlin, D Harte, G Cavlan (0-1 each) \| |           | |        |                     |
| |           | |        |                     |
| T Freeman (1-3 1f), P Finlay (0-5 4f), V Corey, D Clerkin, S Gollogly, C Hanratty, R Woods (0-1 each) | Marcatori | C McCullagh (0-5 4f), S Cavanagh (0-4), E Mulligan (0-3 3f), P Jordan (1-0), D Carlin, D Harte, G Cavlan (0-1 each) |        |                     |

Top scorer: T Freeman (Monaghan) 1-15

### Connacht Senior Football Championship
|  | Quarti di finale | Quarti di finale | Quarti di finale |           |        | Semifinali | Semifinali | Semifinali |  |  | Finale | Finale | Finale |  |
|  |                  |                  |                  |           |        |            |            |            |  |  |        |        |        |  |
|  | New York         | New York         | 1-03             |           |        |            |            |            |  |  |        |        |        |  |
|  | New York         | New York         | 1-03             |           |        |            |            |            |  |  |        |        |        |  |
|  | Sligo            | Sligo            | 2-18             |           |        |            |            |            |  |  |        |        |        |  |
|  | Sligo            | Sligo            | 2-18             |           | Sligo  | Sligo      | 0-13       |            |  |  |        |        |        |  |
|  |                  |                  |                  |           | Sligo  | Sligo      | 0-13       |            |  |  |        |        |        |  |
|  |                  |                  | Roscommon        | Roscommon | 2-05   |            |            |            |  |  |        |        |        |  |
|  | Nessuno          |                  | Roscommon        | Roscommon | 2-05   |            |            |            |  |  |        |        |        |  |
|  |                  |                  |                  |           |        |            |            |            |  |  |        |        |        |  |
|  | Nessuno          |                  |                  |           |        |            |            |            |  |  |        |        |        |  |
|  |                  | Sligo            | Sligo            | 1-10      |        |            |            |            |  |  |        |        |        |  |
|  |                  |                  |                  |           |        |            |            |            |  |  |        |        |        |  |
|  |                  |                  | Galway           | Galway    | 0-12   |            |            |            |  |  |        |        |        |  |
|  | Mayo             | Mayo             | Galway           | Galway    | 0-12   | 0-09       |            |            |  |  |        |        |        |  |
|  | Mayo             | Mayo             |                  |           |        |            |            |            |  |  |        |        |        |  |
|  | Galway           | Galway           | 2-10             |           |        |            |            |            |  |  |        |        |        |  |
|  | Galway           | Galway           | 2-10             |           | Galway | Galway     | 0-17       |            |  |  |        |        |        |  |
|  |                  |                  |                  |           | Galway | Galway     | 0-17       |            |  |  |        |        |        |  |
|  |                  |                  | Leitrim          | Leitrim   | 1-10   |            |            |            |  |  |        |        |        |  |
|  | Londra           | Londra           | Leitrim          | Leitrim   | 1-10   | 2-05       |            |            |  |  |        |        |        |  |
|  | Londra           | Londra           |                  |           |        |            |            |            |  |  |        |        |        |  |
|  | Leitrim          | Leitrim          | 1-12             |           |        |            |            |            |  |  |        |        |        |  |

| 13 maggio 2007 | New York  | 1-03 – 2-18 referto | Sligo | Gaelic Park, New York |
| \| \| \| \| \| R Garvey (1-01), S Russell, V Gavin (0-01 each) \| Marcatori \| M Breheny (0-07), E O'Hara, K Quinn (1-00 each), A Marren (0-03), J McPartland, D Kelly, P Gallagher (0-02 each), S Davey, P Doohan (0-01 each) \| |           | |       |                       |
| |           | |       |                       |
| R Garvey (1-01), S Russell, V Gavin (0-01 each) | Marcatori | M Breheny (0-07), E O'Hara, K Quinn (1-00 each), A Marren (0-03), J McPartland, D Kelly, P Gallagher (0-02 each), S Davey, P Doohan (0-01 each) |       |                       |

| Galway 20 maggio 2007 | Galway    | 2-10 – 0-09 referto                                                     | Mayo | Pearse Stadium |
| \| \| \| \| \| C Bane (2-01), N Joyce (0-03, 1f); P Joyce (1f), D Savage (0-02 each), M Meehan (1f), N Coleman (0-01 each) N Coleman S.O. \| Marcatori \| C Mortimer (0-06, 6f), A Dillon (0-02, 1f), A Moran (0-01) P Harte S.O. \| |           |                                                                         |      |                |
| |           |                                                                         |      |                |
| C Bane (2-01), N Joyce (0-03, 1f); P Joyce (1f), D Savage (0-02 each), M Meehan (1f), N Coleman (0-01 each) N Coleman S.O. | Marcatori | C Mortimer (0-06, 6f), A Dillon (0-02, 1f), A Moran (0-01) P Harte S.O. |      |                |

| Londra 27 maggio 2007 | London    | 2-05 – 1-12 referto                                                               | Leitrim | Ruislip |
| \| \| \| \| \| C Donnellan, N Clinton (0-1f) 1-1 each, D Kinneavey 0-2f, P Hehir 0-1. P Hehir & C Beirne S.O. \| Marcatori \| C Duignan 0-7 (0-4f), D Brennan 1-0, J Glancy, M Foley (f) 0-2 each, C Regan 0-1. \| |           |                                                                                   |         |         |
| |           |                                                                                   |         |         |
| C Donnellan, N Clinton (0-1f) 1-1 each, D Kinneavey 0-2f, P Hehir 0-1. P Hehir & C Beirne S.O. | Marcatori | C Duignan 0-7 (0-4f), D Brennan 1-0, J Glancy, M Foley (f) 0-2 each, C Regan 0-1. |         |         |

| 17 giugno 2007 | Sligo     | 0-13 – 2-05 referto                                            | Roscommon | Dr. Hyde Park |
| \| \| \| \| \| M Breheny 0-04 (3f), B Curran 0-03, S Davey 0-02, J Davey (1x'45'), K Quinn, J McPartland, K Sweeney (0-01 each) \| Marcatori \| K Mannion 1-01, C Cregg 1-00, G Heneghan 0-03 (3f), G Cox 0-01 \| |           |                                                                |           |               |
| |           |                                                                |           |               |
| M Breheny 0-04 (3f), B Curran 0-03, S Davey 0-02, J Davey (1x'45'), K Quinn, J McPartland, K Sweeney (0-01 each)                                                                                                  | Marcatori | K Mannion 1-01, C Cregg 1-00, G Heneghan 0-03 (3f), G Cox 0-01 |           |               |

| Carrick-on-Shannon 24 giugno 2007 | Galway    | 0-17 – 1-10 referto                                                                                      | Leitrim | Páirc Seán Mac Diarmada |
| \| \| \| \| \| N Joyce (0-06 2f), P Joyce (0-03 2f), J Fallon, S Armstrong (0-02 each), J Bergin, D Savage, C Bane (0-01 each) \| Marcatori \| G McCloskey (1-00), C Duignan (0-03 1f), D Brennan, D Maxwell (0-02 each), M Foley, J Glancy (0-01 each) \| |           | |         |                         |
| |           | |         |                         |
| N Joyce (0-06 2f), P Joyce (0-03 2f), J Fallon, S Armstrong (0-02 each), J Bergin, D Savage, C Bane (0-01 each) | Marcatori | G McCloskey (1-00), C Duignan (0-03 1f), D Brennan, D Maxwell (0-02 each), M Foley, J Glancy (0-01 each) |         |                         |

| 8 luglio 2007 | Sligo     | 1-10 – 0-12 referto                                                                        | Galway | Dr. Hyde Park |
| \| \| \| \| \| M Breheny 0-4 (3f), E O'Hara (1-0), J McPartland (0-2), M McNamara, J Davey ('45'), K Quinn, K Sweeney (0-1 each) \| Marcatori \| P Joyce 0-5 (5f), N Joyce (1f), J Fallon (0-2 each), D Savage, M Meehan, C Bane (0-1 each) \| |           |                                                                                            |        |               |
| |           |                                                                                            |        |               |
| M Breheny 0-4 (3f), E O'Hara (1-0), J McPartland (0-2), M McNamara, J Davey ('45'), K Quinn, K Sweeney (0-1 each) | Marcatori | P Joyce 0-5 (5f), N Joyce (1f), J Fallon (0-2 each), D Savage, M Meehan, C Bane (0-1 each) |        |               |

Top Scorer: M Breheny (Sligo) 0-15

## Ripescaggi

### Round 1
| Limerick 7 luglio 2007 | Limerick  | 0-13 – 0-14 referto | Louth | Gaelic Grounds |
| \| \| \| \| \| M. Reidy 0-7 (5f), G. Collins 0-3, T. Carroll, M.Crowley, J. Galvin 0-1 each \| Marcatori \| B. White (2f), M.Stanfield, S. Lennon, D. Clarke, A.Hoey (1f) (0-2 each), C. Judge, M.Farrelly, S. O'Neill, R. Carroll (0-1 each) \| |           | |       |                |
| |           | |       |                |
| M. Reidy 0-7 (5f), G. Collins 0-3, T. Carroll, M.Crowley, J. Galvin 0-1 each | Marcatori | B. White (2f), M.Stanfield, S. Lennon, D. Clarke, A.Hoey (1f) (0-2 each), C. Judge, M.Farrelly, S. O'Neill, R. Carroll (0-1 each) |       |                |

| 7 luglio 2007 | Leitrim   | 1-12 – 1-14 AET referto | Donegal | Páirc Seán Mac Diarmada |
| \| \| \| \| \| C Duignan (0-7, 4f), J Glancy (1-2), M Duignan (0-2, 1 45), D Reynolds, D Maxwell, F McBrien (0-1) \| Marcatori \| M Murphy (1-1), K McMenamin (2f), B Devanney (0-3 each), M Hegarty, R Kavanagh, R Bradley (0-2 each), E McGee, C Toye, S McDermott (0-1 each) \| |           | |         |                         |
| |           | |         |                         |
| C Duignan (0-7, 4f), J Glancy (1-2), M Duignan (0-2, 1 45), D Reynolds, D Maxwell, F McBrien (0-1) | Marcatori | M Murphy (1-1), K McMenamin (2f), B Devanney (0-3 each), M Hegarty, R Kavanagh, R Bradley (0-2 each), E McGee, C Toye, S McDermott (0-1 each) |         |                         |

| Castlebar 7 luglio 2007 | Mayo      | 1-19 – 3-07 referto                                                                                | Cavan | McHale Park |
| \| \| \| \| \| C Mortimer 0-7 (3f), A Dillon 0-5 (2f), B Moran 1-0, A Moran, P Hanley (0-2 each), D Heaney, T Mortimer, G Brady (0-1 each). \| Marcatori \| D McCabe 1-4 (1p, 3f), J O'Reilly 1-0, R Gallagher 1-0, G Pearson, L Reilly, R Cullivan (0-1 each) \| |           | |       |             |
| |           | |       |             |
| C Mortimer 0-7 (3f), A Dillon 0-5 (2f), B Moran 1-0, A Moran, P Hanley (0-2 each), D Heaney, T Mortimer, G Brady (0-1 each). | Marcatori | D McCabe 1-4 (1p, 3f), J O'Reilly 1-0, R Gallagher 1-0, G Pearson, L Reilly, R Cullivan (0-1 each) |       |             |

| Newry 7 luglio 2007 | Down      | 0-08 – 1-10 referto                                              | Meath | Páirc Esler |
| \| \| \| \| \| A Carr (0-7), B Coulter (0-1) \| Marcatori \| P Byrne (1-1), S Bray (0-3), B Farrell (0-2), N McLoughlin (0-1) \| |           |                                                                  |       |             |
| |           |                                                                  |       |             |
| A Carr (0-7), B Coulter (0-1) | Marcatori | P Byrne (1-1), S Bray (0-3), B Farrell (0-2), N McLoughlin (0-1) |       |             |

| Roscommon 7 luglio 2007 | Roscommon | 1-13 – 2-13 referto                                                                 | Kildare | Dr. Hyde Park |
| \| \| \| \| \| K Mannion (1-01), G Cox (0-04, 2f), G Heneghan (0-03), D Connellan (0-02), S O Neill, J Tiernan (0-01 each) \| Marcatori \| J Doyle (1-08, 5f), P O Neill (1-02), E Bolton, K Donnelly, J Phillips, (0-01 each) \| |           |                                                                                     |         |               |
| |           |                                                                                     |         |               |
| K Mannion (1-01), G Cox (0-04, 2f), G Heneghan (0-03), D Connellan (0-02), S O Neill, J Tiernan (0-01 each) | Marcatori | J Doyle (1-08, 5f), P O Neill (1-02), E Bolton, K Donnelly, J Phillips, (0-01 each) |         |               |

| 7 luglio 2007 | Westmeath | 0-18 – 0-09 referto                                            | Longford | Cusack Park, Mullingar |
| \| \| \| \| \| D Dolan (0-6 6f), F Wilson (3f), D Glennon (0-4 each), D O'Donoghue, J Smith, G Dolan, J Connellan (0-1 each) F Wilson SO \| Marcatori \| B Kavanagh (0-6 6f), B McElvaney, P Barden, P Davis (0-1 each) \| |           |                                                                |          |                        |
| |           |                                                                |          |                        |
| D Dolan (0-6 6f), F Wilson (3f), D Glennon (0-4 each), D O'Donoghue, J Smith, G Dolan, J Connellan (0-1 each) F Wilson SO                                                                                                  | Marcatori | B Kavanagh (0-6 6f), B McElvaney, P Barden, P Davis (0-1 each) |          |                        |

| Clones 8 luglio 2007 | Fermanagh | 1-12 – 1-08 referto                                                                            | Wexford | St. Tiernach's Park |
| \| \| \| \| \| C O'Reilly 0-4 (4f), J Sherry (1-0), E Maguire, R Keenan, S Doherty (0-2 each), M Little, T Brewster (f) (0-1 each) \| Marcatori \| R Barry (1-0), M Forde 0-3 (3f), C Lyng 0-2 (1f), A Morrissey, P Wallace, D Fogarty (0-1 each) \| |           |                                                                                                |         |                     |
| |           |                                                                                                |         |                     |
| C O'Reilly 0-4 (4f), J Sherry (1-0), E Maguire, R Keenan, S Doherty (0-2 each), M Little, T Brewster (f) (0-1 each) | Marcatori | R Barry (1-0), M Forde 0-3 (3f), C Lyng 0-2 (1f), A Morrissey, P Wallace, D Fogarty (0-1 each) |         |                     |

| Clones 8 luglio 2007 | Armagh    | 0-09 – 0-10 referto                                                            | Derry | St. Tiernach's Park |
| \| \| \| \| \| S McDonnell 0-4 (1x'45'), S Kernan, O McConville (0-2 each), D Marsden (0-1) \| Marcatori \| P Bradley 0-5 (4f), C Devlin (0-2), P Murphy, M Lynch, B McGoldrick (0-1 each) \| |           |                                                                                |       |                     |
| |           |                                                                                |       |                     |
| S McDonnell 0-4 (1x'45'), S Kernan, O McConville (0-2 each), D Marsden (0-1) | Marcatori | P Bradley 0-5 (4f), C Devlin (0-2), P Murphy, M Lynch, B McGoldrick (0-1 each) |       |                     |

### Round 2
| 14 luglio 2007 | Westmeath | 1-08 – 1-13 referto | Donegal | Cusack Park |
| \| \| \| \| \| M Flanagan 1-0, D Dolan 0-3 (2f), D Glennon 0-2, F Wilson, M Ennis, A Mangan (0-1 each). \| Marcatori \| B Devaney 1-2 (1f), K McMenamin (2f), R Kavanagh (0-3 each), M Murphy 0-2, N McGready, R Bradley, C Bonner (0-1 each). N McCready and C Bonner SO \| |           | |         |             |
| |           | |         |             |
| M Flanagan 1-0, D Dolan 0-3 (2f), D Glennon 0-2, F Wilson, M Ennis, A Mangan (0-1 each). | Marcatori | B Devaney 1-2 (1f), K McMenamin (2f), R Kavanagh (0-3 each), M Murphy 0-2, N McGready, R Bradley, C Bonner (0-1 each). N McCready and C Bonner SO |         |             |

| 14 luglio 2007 | Derry     | 2-13 – 1-06 referto                                                           | Mayo | Celtic Park |
| \| \| \| \| \| Paddy Bradley (0-5, 2f), E Muldoon, C Devlin (1-1 each), C Gilligan (0-3, 2f), J Conway, B McGoldrick, R Wilkinson (0-1 each) \| Marcatori \| B Moran (1-2), P Hanley, A Moran, A Kilcoyne (0-1 each), C Mortimer (0-1, 1f) \| |           |                                                                               |      |             |
| |           |                                                                               |      |             |
| Paddy Bradley (0-5, 2f), E Muldoon, C Devlin (1-1 each), C Gilligan (0-3, 2f), J Conway, B McGoldrick, R Wilkinson (0-1 each) | Marcatori | B Moran (1-2), P Hanley, A Moran, A Kilcoyne (0-1 each), C Mortimer (0-1, 1f) |      |             |

| 14 luglio 2007 | Kildare   | 1-10 – 1-16 referto | Louth | St. Conleth's Park |
| \| \| \| \| \| J Doyle 1-4 (1p, 1x45, 1f), E Callaghan, E Bolton, J Kavanagh, P O'Neill, M Foley, T Rossiter (0-1 each) \| Marcatori \| P Keenan 1-1, A Hoey (3f), B White (3f) (0-4 each), C Judge 0-3, J O'Brien, R Carroll, M Stanfield, S Lennon (0-1 each) \| |           | |       |                    |
| |           | |       |                    |
| J Doyle 1-4 (1p, 1x45, 1f), E Callaghan, E Bolton, J Kavanagh, P O'Neill, M Foley, T Rossiter (0-1 each) | Marcatori | P Keenan 1-1, A Hoey (3f), B White (3f) (0-4 each), C Judge 0-3, J O'Brien, R Carroll, M Stanfield, S Lennon (0-1 each) |       |                    |

| Navan 14 luglio 2007 | Meath     | 0-11 – 0-09 referto                                                        | Fermanagh | Páirc Tailteann |
| \| \| \| \| \| B Farrell (0-6 3f), P Byrne (0-2), A Moyles, S Bray, S O'Rourke (0-1 each) \| Marcatori \| C O'Reilly (0-4 3f), T Brewster (0-3 3f), S McDermott, M Murphy (0-1 each) \| |           |                                                                            |           |                 |
| |           |                                                                            |           |                 |
| B Farrell (0-6 3f), P Byrne (0-2), A Moyles, S Bray, S O'Rourke (0-1 each) | Marcatori | C O'Reilly (0-4 3f), T Brewster (0-3 3f), S McDermott, M Murphy (0-1 each) |           |                 |

### Round 3
| Portlaoise 21 luglio 2007 | Cork      | 0-16 – 0-14 referto                                                                                                   | Louth | O'Moore Park |
| \| \| \| \| \| J Masters (0-05 3f), D O'Connor (3f), K McMahon (0-03 each), K O'Connor, N Murphy, D Kavanagh, C McCarthy, P O'Neill (0-01 each). \| Marcatori \| A Hoey 0-4 (2f), S Lennon, C Judge, D Clarke (1f), B White (2f) (0-2 each), R Carroll, M Standfield ('45') (0-1 each) \| |           | |       |              |
| |           | |       |              |
| J Masters (0-05 3f), D O'Connor (3f), K McMahon (0-03 each), K O'Connor, N Murphy, D Kavanagh, C McCarthy, P O'Neill (0-01 each). | Marcatori | A Hoey 0-4 (2f), S Lennon, C Judge, D Clarke (1f), B White (2f) (0-2 each), R Carroll, M Standfield ('45') (0-1 each) |       |              |

| Portlaoise 21 luglio 2007 | Galway    | 1 – 14 -2-14 referto                                                                                 | Meath | O'Moore Park |
| \| \| \| \| \| M Meehan 1-5 (1p, 2f), N Joyce 0-5(1f), S Armstrong 0-3, M Clancy 0-1. \| Marcatori \| S Bray 2-2, B Farrell 0- 6(5f), S O'Rourke 0-2, C McCarthy, G Geraghty, M Ward, A Moyles (0-1 each). \| |           | |       |              |
| |           | |       |              |
| M Meehan 1-5 (1p, 2f), N Joyce 0-5(1f), S Armstrong 0-3, M Clancy 0-1. | Marcatori | S Bray 2-2, B Farrell 0- 6(5f), S O'Rourke 0-2, C McCarthy, G Geraghty, M Ward, A Moyles (0-1 each). |       |              |

| Cavan 28 luglio 2007 | Laois     | 2-11 – 1-18 referto | Derry | Breffni Park |
| \| \| \| \| \| M Tierney (0-4, 3f), C Parkinson (0-3), P McMahon, B Sheehan (1-0 each), J Higgins, B McCormack, P Lawlor, R Munnelly (0-1 each) \| Marcatori \| Paddy Bradley (0-7, 5f), P Murphy (1-2), C Gilligan (0-3, 2f), M Lynch (0-2), G O'Kane, F Doherty, J Conway, C Devlin (0-1 each) \| |           | |       |              |
| |           | |       |              |
| M Tierney (0-4, 3f), C Parkinson (0-3), P McMahon, B Sheehan (1-0 each), J Higgins, B McCormack, P Lawlor, R Munnelly (0-1 each) | Marcatori | Paddy Bradley (0-7, 5f), P Murphy (1-2), C Gilligan (0-3, 2f), M Lynch (0-2), G O'Kane, F Doherty, J Conway, C Devlin (0-1 each) |       |              |

| 28 luglio 2007 | Monaghan  | 2-12 – 1-07 referto                                                                    | Donegal | Healy Park |
| \| \| \| \| \| T Freeman 1-5 (2f), P Finlay 0-4 (2f), V Corey (1-1), C Hanratty, S Smith (0-1 each) \| Marcatori \| R Kavanagh (1-2), E McGee, K McMenamin, K Cassidy, C McFadden, B Devenney (0-1, each). \| |           |                                                                                        |         |            |
| |           |                                                                                        |         |            |
| T Freeman 1-5 (2f), P Finlay 0-4 (2f), V Corey (1-1), C Hanratty, S Smith (0-1 each) | Marcatori | R Kavanagh (1-2), E McGee, K McMenamin, K Cassidy, C McFadden, B Devenney (0-1, each). |         |            |

### All-Ireland Senior Football Championship
| Dublino 4 agosto 2007 | Sligo     | 0-08 – 1-11 referto                                                                                               | Cork | Croke Park |
| \| \| \| \| \| S Davey (0-02), M Breheny (0-03), E O'Hara, J McPartland, P Gallagher (0-1 each) \| Marcatori \| J Masters (0-04), J Miskella (1-0), D O'Connor (0-03), K O'Sullivan, K McMahon, P O'Neill, C McCarthy (0-01 each) \| |           | |      |            |
| |           | |      |            |
| S Davey (0-02), M Breheny (0-03), E O'Hara, J McPartland, P Gallagher (0-1 each) | Marcatori | J Masters (0-04), J Miskella (1-0), D O'Connor (0-03), K O'Sullivan, K McMahon, P O'Neill, C McCarthy (0-01 each) |      |            |

| Dublino 4 agosto 2007 | Tyrone    | 2-08 – 1-13 referto                                                                                     | Meath | Croke Park |
| \| \| \| \| \| O Mulligan (1-01), S Cavanagh (1-00), R Mulgrew, C McCullagh (0-02 each), G Cavlan, D McCaul, R Mellon (0-01 each) \| Marcatori \| G Geraghty (1-02), B Farrell (0-04), S Bray (0-03), P Byrne, S O'Rourke, N Crawford, M Ward (0-01 each) \| |           | |       |            |
| |           | |       |            |
| O Mulligan (1-01), S Cavanagh (1-00), R Mulgrew, C McCullagh (0-02 each), G Cavlan, D McCaul, R Mellon (0-01 each) | Marcatori | G Geraghty (1-02), B Farrell (0-04), S Bray (0-03), P Byrne, S O'Rourke, N Crawford, M Ward (0-01 each) |       |            |

| Dublino 11 agosto 2007 | Dublin    | 0-18 – 0-15 referto                                                                         | Derry | Croke Park |
| \| \| \| \| \| M Vaughan (0-6, 0-3 f, 0-3 '45s), C Keaney, B Brogan, A Brogan (0-3), J Sherlock (0-2), C Moran (0-1). \| Marcatori \| Paddy Bradley (0-6), C Gilligan (0-3), C Devlin, P Murphy (0-2), E Bradley, F Doherty (0-1) \| |           |                                                                                             |       |            |
| |           |                                                                                             |       |            |
| M Vaughan (0-6, 0-3 f, 0-3 '45s), C Keaney, B Brogan, A Brogan (0-3), J Sherlock (0-2), C Moran (0-1). | Marcatori | Paddy Bradley (0-6), C Gilligan (0-3), C Devlin, P Murphy (0-2), E Bradley, F Doherty (0-1) |       |            |

| Dublino 12 agosto 2007 | Kerry     | 1-12 – 1-11 referto                                                                | Monaghan | Croke Park |
| \| \| \| \| \| MF Russell (0-04), C Cooper (0-03), Declan O'Sullivan (1-00), B Sheehan (0-02), E Brosnan, K Young (0-01 each). \| Marcatori \| T Freeman (1-3), R Woods (0-3), C Hanratty, P Finlay (0-2 each), S Gollogly (0-1). \| |           |                                                                                    |          |            |
| |           |                                                                                    |          |            |
| MF Russell (0-04), C Cooper (0-03), Declan O'Sullivan (1-00), B Sheehan (0-02), E Brosnan, K Young (0-01 each). | Marcatori | T Freeman (1-3), R Woods (0-3), C Hanratty, P Finlay (0-2 each), S Gollogly (0-1). |          |            |

| Dublino 19 agosto 2007 | Cork      | 1 – 16 0-09 [ referto]                                        | Meath | Croke Park |
| \| \| \| \| \| D O'Connor (0-07), K McMahon (1-02), D Goulding (0-2), D Kavanagh, N Murphy, J Miskella, P O'Neill (0-01 each). \| Marcatori \| B Farrell (0-04), S Bray, S O'Rourke (0-2 each), C King (0-1) \| |           |                                                               |       |            |
| |           |                                                               |       |            |
| D O'Connor (0-07), K McMahon (1-02), D Goulding (0-2), D Kavanagh, N Murphy, J Miskella, P O'Neill (0-01 each).                                                                                                 | Marcatori | B Farrell (0-04), S Bray, S O'Rourke (0-2 each), C King (0-1) |       |            |

| Dublino 26 agosto 2007 | Dublin    | 0 – 16 1-15 referto | Kerry | Croke Park |
| \| \| \| \| \| B Cullen (0-2), B Cahill (0-1), A Brogan (0-3), B Brogan (0-1), C Keaney (0-4, 0-2f), M Vaughan (0-5, 0-4f) \| Marcatori \| T O Se (0-1), D O'Sullivan (1-3), E Brosnan (0-2), P Galvin (0-2), C Cooper (0-3, 0-2f), B Sheehan (0-3, 0-1f), S O'Sullivan (0-1) \| |           | |       |            |
| |           | |       |            |
| B Cullen (0-2), B Cahill (0-1), A Brogan (0-3), B Brogan (0-1), C Keaney (0-4, 0-2f), M Vaughan (0-5, 0-4f) | Marcatori | T O Se (0-1), D O'Sullivan (1-3), E Brosnan (0-2), P Galvin (0-2), C Cooper (0-3, 0-2f), B Sheehan (0-3, 0-1f), S O'Sullivan (0-1) |       |            |

| Dublino 16 settembre 2007 | Cork      | 1-09 – 3-13 referto | Kerry | Croke Park |
| \| \| \| \| \| D Goulding (1-01), Donncha O'Connor (0-04), James Masters (0-03), Michael Cussen (0-01) \| Marcatori \| Colm Cooper (1-05), Kieran Donaghy (2-00), Bryan Sheehan (0-02), Tomás Ó Sé, Aidan O'Mahony, Seamus Scanlon, Paul Galvin, Declan O'Sullivan, S O'Sullivan (0-01 each) \| |           | |       |            |
| |           | |       |            |
| D Goulding (1-01), Donncha O'Connor (0-04), James Masters (0-03), Michael Cussen (0-01) | Marcatori | Colm Cooper (1-05), Kieran Donaghy (2-00), Bryan Sheehan (0-02), Tomás Ó Sé, Aidan O'Mahony, Seamus Scanlon, Paul Galvin, Declan O'Sullivan, S O'Sullivan (0-01 each) |       |            |

|  | Quarti di finale | Quarti di finale | Quarti di finale |       |         | Semifinali | Semifinali | Semifinali |  |  | Finale All-Ireland | Finale All-Ireland | Finale All-Ireland |
|  |                  |                  |                  |       |         |            |            |            |  |  |                    |                    |                    |
|  |                  | Sligo            | 0-08             |       |         |            |            |            |  |  |                    |                    |                    |
|  |                  | Cork             | 1-11             |       |         |            |            |            |  |  |                    |                    |                    |
|  |                  | Cork             | 1-11             |       | Cork    | 1-16       |            |            |  |  |                    |                    |                    |
|  |                  |                  |                  |       | Cork    | 1-16       |            |            |  |  |                    |                    |                    |
|  |                  |                  | Meath            | 0-09  |         |            |            |            |  |  |                    |                    |                    |
|  |                  | Tyrone           | Meath            | 0-09  | 2-08    |            |            |            |  |  |                    |                    |                    |
|  |                  | Tyrone           |                  |       | 2-08    |            |            |            |  |  |                    |                    |                    |
|  |                  | Meath            | 1-13             |       |         |            |            |            |  |  |                    |                    |                    |
|  |                  |                  |                  |       |         |            |            |            |  |  |                    | Cork               | 1-09               |
|  |                  |                  |                  | Kerry | 3-13    |            |            |            |  |  |                    |                    |                    |
|  |                  | Dublino          | 0-18             |       |         |            |            |            |  |  |                    |                    |                    |
|  |                  | Derry            | 0-15             |       |         |            |            |            |  |  |                    |                    |                    |
|  |                  | Derry            | 0-15             |       | Dublino | 0-16       |            |            |  |  |                    |                    |                    |
|  |                  |                  |                  |       | Dublino | 0-16       |            |            |  |  |                    |                    |                    |
|  |                  |                  | Kerry            | 1-15  |         |            |            |            |  |  |                    |                    |                    |
|  |                  | Kerry            | Kerry            | 1-15  | 1-12    |            |            |            |  |  |                    |                    |                    |
|  |                  | Kerry            |                  |       | 1-12    |            |            |            |  |  |                    |                    |                    |
|  |                  | Monaghan         | 1-11             |       |         |            |            |            |  |  |                    |                    |                    |